# Cassandra Tate
Cassandra Tate (Estados Unidos, 11 de septiembre de 1990) es una atleta estadounidense, especialista en la prueba de 400 m vallas, con la que ha logrado ser medallista de bronce mundial en 2015.

## Carrera deportiva
En el Mundial de Pekín 2015 gana la medalla de bronce en los 400 m vallas, quedando tras checa Zuzana Hejnová y su compatriota Shamier Little.